# Dicranoloma falklandicum
Dicranoloma falklandicum är en bladmossart som beskrevs av Brotherus 1909. Dicranoloma falklandicum ingår i släktet Dicranoloma och familjen Dicranaceae. Inga underarter finns listade i Catalogue of Life.